# Joseph Boussinesq

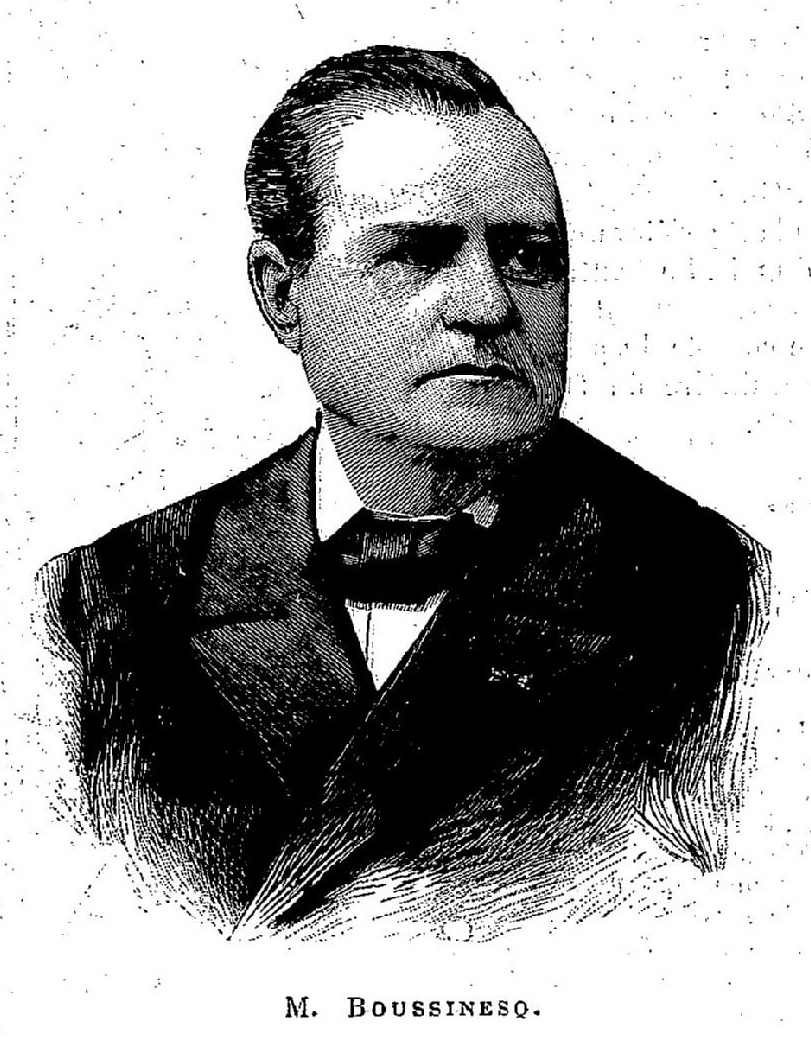
Der Mathematiker und Physiker Joseph Boussinesq.

Joseph Valentin Boussinesq (* 13. März 1842 in Saint-André-de-Sangonis (Département Hérault); † 19. Februar 1929 in Paris) war ein französischer Mathematiker und Physiker.

## Leben und Wirken
Joseph Boussinesq promovierte 1867 in Paris. Von 1872 bis 1886 war er Professor für Differential- und Integralrechnung an der Universität Lille I und übernahm 1886 den Lehrstuhl für Physik und Mechanik an der Pariser Sorbonne. Im selben Jahr wurde er Mitglied der französischen Akademie der Wissenschaften.
Boussinesq leistete einen entscheidenden Beitrag zum Verständnis der Turbulenz und der hydrodynamischen Grenzschicht durch die Veröffentlichung seines Werkes mit dem Titel Théorie de l' écoulement tourbillonnant et tumultueux des liquides.
Nach ihm sind verschiedene Näherungsverfahren in der Hydrodynamik benannt, die alle als Boussinesq-Approximation bezeichnet werden (zum Beispiel für Konvektion, Turbulenz oder Wasserwellen in flachem Wasser, letzteres führt auf die Boussinesq-Gleichung).
1871 behandelte er als Erster Solitonen-Wasserwellen und 1877 die Korteweg-de-Vries-Gleichung.
Er ist auch bekannt für die Lösung des Problems der Punktlast auf dem elastischen Halbraum, mit Anwendungen zum Beispiel in der Geotechnik in der Ableitung der Verteilung der Bodenpressung (Sohldruckverteilung) unter Fundamenten. Unter einem ideal starren Fundament nehmen nach Boussinesqs Theorie die Spannungen zum Rand hin zu und streben theoretisch gegen unendlich.